# Ouro Preto
Ouro Preto (pt. za "Crno zlato") je grad na gorju Serra do Espinhaço u jugoistočnoj brazilskoj državi Minas Gerais; 513 km sjeverno od Rio de Janeira.
Kako je u 18, stoljeću Ouro Preto bio u središtu brazilske zlatne groznice u njemu su podignute mnoge crkve, mostovi i česme koji svjedoče o njegovom bogatstvu i sjajnoj prošlosti. Barokna arhitektura Oura Preta je upisana na UNESCO-ov popis mjesta svjetske baštine u Amerikama još 1980. godine zbog "izvanrednih djela baroknih umjetnika kao što je kipar Aleijadinho".

## Povijest
U kapetaniji Capitania de São Paulo e Minas do Ouro koja je osnovana 1698. godine, mnoga rudarska sela su pretvorena u male gradove. Tako su grad Vila Rica, prijestolnicu kapetanije, osnovale tisuće plaćenika 1712. godine u želji za brzim bogaćenjem u obližnjim rudnicima zlata. Njih su slijedili mnogi umjetnici koji su se smjestili u gradu i za njega proizvodili djela izvanrednih vijednosti kao što su ukrasi na Crkvi sv. Franje Asiškog kipara Antonia Francisca Lisboa (Aleijadinho). Grad je brzo rastao zahvaljujući mineralnim bogatstvima i ubrzo je koncem 18. stoljeća postao središte pokreta osamostaljenja Brazila (Inconfidência Mineira).
Nestankom mineralnih izvora, rudarstvo je propadalo i grad je ubrzo prešao s rudarstva na obrazovanje kao izvor sredstava, osnutkom mnogih obrazovnih institucija. God. 1823. dobio je carski naziv Ouro Preto, no nakon što je prijestolnica prebačena u Belo Horizonte 1897. god. njegovo propadanje se nastavilo. Od 1930. godine je uglavnom turističko mjestašce.

## Znamenitosti
Grad su oblikovala ranija rudarska naselja (arriais) u brdovitom krajoliku, gdje su kuće uglavnom jednokatnice ili dvokatnice, skoro naslonjene jedna na drugu tako da prate konfiguraciju tla. No, zahvaljujući bogatstvu od rudarstva nastala su neka remek-djela arhitekture i umjetnosti.
Praça Tiradentes je trg u kojemu se sve značajnije ulice sastaju, a okružuju ga znamenite javne i društvene građevine kao što je Parlament (1784.) koji je danas Muzej neovisnosti (Museo Inconfidência) i Guvernerova palača, danas Škola rudarstva i metalurgije.
Crkva sv. Franje Asiškog (Igreja de São Francisco de Assis) se smatra remek-djelom stila kojega zovu "rudarski barok", a koji je zapravo uspješan spoj europskog baroka i rokokoa. Ostale znamenite građevine su: Crkva Gospe od Pillara, Rosário dos Homens Pretos, Gospa od Conceiçãoa, Gospa od Carmela, Kuća baruna, Chafarizes Da Cruz i Alto vladara.
Veduta Oura Preta je slikovita i zbog skladno uklopljenih brojnih mostova i česmi.
- Središnji trg Praça Tiradentes
- Muzej neovisnosti
- Palača grofova
- Igreja da Conceição
- Igreja do Carmo

## Vanjske poveznice
- Službena turistička stranica (port.)
- Guide of the historic city of Ouro Preto  Arhivirana inačica izvorne stranice od 4. studenoga 2011. (Wayback Machine) (engl.)
- Photosynth interactive pictures of Ouro Preto  Arhivirana inačica izvorne stranice od 31. ožujka 2016. (Wayback Machine)

### Ostali projekti
|  | Zajednički poslužitelj ima još gradiva o temi Ouro Preto |